# Бондюрант (Айова)
Бондюрант (англ. Bondurant) — місто (англ. city) в США, в окрузі Полк штату Айова. Населення — 7365 осіб (2020).

## Географія
Бондюрант розташований за координатами 41°41′59″ пн. ш. 93°27′17″ зх. д. / 41.69972° пн. ш. 93.45472° зх. д. (41.699687, -93.454639).  За даними Бюро перепису населення США в 2010 році місто мало площу 21,76 км², з яких 21,70 км² — суходіл та 0,06 км² — водойми.

## Демографія
Згідно з переписом 2010 року, у місті мешкало 3860 осіб у 1362 домогосподарствах у складі 1021 родини. Густота населення становила 177 осіб/км².  Було 1422 помешкання (65/км²).
Расовий склад населення:
| - 96,5 % — білих - 0,8 % — азіатів - 0,6 % — чорних або афроамериканців - 0,1 % — корінних американців |

До двох чи більше рас належало 1,6 %. Частка іспаномовних становила 1,7 % від усіх жителів.
За віковим діапазоном населення розподілялося таким чином: 33,1 % — особи молодші 18 років, 60,6 % — особи у віці 18—64 років, 6,3 % — особи у віці 65 років та старші. Медіана віку мешканця становила 29,7 року. На 100 осіб жіночої статі у місті припадало 100,1 чоловіків;  на 100 жінок у віці від 18 років та старших — 95,2 чоловіків також старших 18 років.
Середній дохід на одне домашнє господарство  становив 72 253 долари США (медіана — 63 542), а середній дохід на одну сім'ю — 77 999 доларів (медіана — 69 219). За межею бідності перебувало 5,9 % осіб, у тому числі 5,2 % дітей у віці до 18 років та 7,9 % осіб у віці 65 років та старших.
Цивільне працевлаштоване населення становило 2216 осіб. Основні галузі зайнятості: освіта, охорона здоров'я та соціальна допомога — 23,5 %, фінанси, страхування та нерухомість — 19,9 %, виробництво — 15,6 %.